# 永遠の戦場
『永遠の戦場』（とわのせんじょう、えいえんのせんじょう、The Road to Glory）は、1936年に公開された、第一次世界大戦を舞台としたアメリカ合衆国の映画。

## あらすじ
1916年、第一次世界対戦の最中、フランス軍第39歩兵連隊のデネェ中尉は、モニクという女性と出会い恋をする。しかし、彼女は上官のポール・ラ・ロォシュ大尉の婚約者だった。

## キャスト
- デネェ中尉 - フレドリック・マーチ
- ポール・ラ・ロォシュ大尉 - ワーナー・バクスター
- モラン - ライオネル・バリモア
- モニク - ジューン・ラング